# リベルランド

リベルランド自由共和国
Free Republic of Liberland

国の標語：To live and let live
（英語: 自分も生かして他人も生かせ）
国歌：Free and Fair（英語）
自由と公平

1. 
2. 
3. 

リベルランド自由共和国（リベルランドじゆうきょうわこく、英語: Free Republic of Liberland）は南東ヨーロッパ内陸に位置するミクロネーション。通称はリベルランド。

## 概要

クロアチア（左）とセルビア（右）の領土問題があるドナウ川沿いの地図。ゴルニャ・シガは緑色の区域。

セルビアとクロアチアの国境地帯にあるゴルニャ・シガ（Gornja Siga/Горња Сига）と呼ばれるドナウ川西岸寄りの地域を領土と主張する。ゴルニャ・シガはドナウ川のクロアチア側に位置する氾濫原で、国境をドナウ川中間線と主張するセルビアと、オーストリア＝ハンガリー帝国時代の境界線とみなすクロアチアのどちらも領有権主張や実効支配を行っていなかった。これに目をつけ、無主地の先占で新国家樹立が可能と考えたチェコ人の政治家ヴィート・イェドリチカが2015年4月13日に建国を宣言した。この日付は、建国宣言はアメリカ独立宣言起草に携わったトーマス・ジェファーソンの誕生日にちなんでいる。
セルビア側では、「建国記念日」などにドナウ川を遡行して中洲へ上陸するための拠点となるアパティン（Apatin）への経済的メリットなどから好意的である。一方、クロアチア側は、ゴルニャ・シガが国境未確定であることは認めつつも無主地とは認めず、同領域は事実上クロアチア政府の管理下にある。大統領のイェドリチカもクロアチア国境警察により複数回逮捕されている。
国名に表れているように、リベルランドはリバタリアニズムの思想に基づいている。個人的自由や経済的自由を尊重した憲法を制定し、「直接民主制の要素を持つ立憲共和国」を標榜している。東欧に位置するが公用語は英語。市民権は2018年4月時点で約600人に付与し、インターネットを通じて約15万人（うち日本人は276人）が申請中である。
通貨には独自の仮想通貨「メリット」を採用し、メリット保有額に応じて選挙の票数に差をつける仕組みを検討している。将来的には3万5000人から成る共同体を目指すとしている。

## 外交
2020年現在、国際連合に加盟する193か国の中で国家承認を行った国は存在しない。一方で事実上ソマリアから独立しているソマリランドとは2017年に相互承認を行い、同国で初めてとなる「国家承認」が行われた。ただしソマリランドは国際的に認められた国家ではない。他のミクロネーションや自由主義を掲げる他国の政党からは建国を支持されている。
国際組織には加盟していないが、欧州自由貿易連合（EFTA）、中欧イニシアティブ（CEI）への加入を目指している。また代表なき国家民族機構（UNPO）へ加入申請を2017年4月20日に提出した。ただし欧州連合（EU）については加入を希望していない。

### 承認国家一覧
国連非加盟国
- ソマリランド（相互承認、国際連合非加盟国のみが国家承認している地域）

2018年11月、アメリカ合衆国のイリノイ州議会にリベルランドを承認する法案が提出されたが、不成立に終わっている。
リベルランドを承認をしているミクロネーション
- 北スーダン王国[9]：エジプト・スーダン国境地帯にあるビル・タウィールで2014年に建国を宣言。ビル・タウィールはリベルランドと同じく無主地で知られる。
- エンクラバ王国[10]：同国に影響され、2015年4月23日に建国を宣言。初めはスロベニア・クロアチア国境地帯の無主地を「領土」としていたが、のちにセルビア・クロアチア国境地帯の「ポケット1」（pocket 1、上記地図を参照）へ移転した。ポケット1はリベルランドから北へ約6kmほどの距離にある。

リベルランドを支持をしているミクロネーション
- シーランド公国[11]：イギリス沖に位置する、著名なミクロネーションの一つ。

リベルランドの支持を表明している政党
- スイス独立党（英語版）（スイス、2015年4月16日[12]）
- 自由市民党（英語版）（チェコ、2015年5月20日[13]）
- 自由主義者党（英語版）（ノルウェー、2015年5月28日[14]）
- リバタリアン党（英語版）（スペイン)、2015年5月31日[15]
- 自由民主党（英語版）（トルコ、2015年[16]）
- カナダ・リバタリアン党（英語版）（カナダ、2018年2月19日[17]
- リバタリアン党（アメリカ、2018年12月2日[18][19]）

主催者の自由と直接民主主義のヨーロッパ（当時）に招待され、欧州議会にイェドリチカ大統領が出席したことがある。

### 駐在員事務所
リベルランドが設置した、駐在員事務所のある国と地域の一覧（2020年11月時点）。
- アイスランド
- アイルランド
- アフガニスタン
- アメリカ合衆国
- アラブ首長国連邦
- アルゼンチン
- アルメニア
- イギリス
- イスラエル
- イラン
- インド
- ウガンダ
- ウクライナ
- ウルグアイ
- エクアドル
- エジプト
- エルサルバドル
- オーストラリア
- オーストリア
- オランダ
- ガーンジー
- カザフスタン
- カナダ
- 韓国
- ギリシャ
- グアテマラ
- ケニア
- コスタリカ
- ジョージア
- シリア
- シンガポール
- スイス
- スウェーデン
- スペイン
- スロバキア
- セルビア
- 台湾
- チェコ
- チャド
- チュニジア
- チリ
- ドイツ
- トーゴ
- ドミニカ共和国
- トルコ
- ニカラグア
- ニジェール
- 日本
- ノルウェー
- パキスタン
- パラグアイ
- ハンガリー
- バングラデシュ
- フィリピン
- フィンランド
- フランス
- ブルガリア
- ブルキナファソ
- ベラルーシ
- ベルギー
- ポーランド
- ポルトガル
- 香港
- マルタ
- メキシコ
- モーリシャス
- モナコ
- ラトビア
- リトアニア
- リビア
- リベリア
- ルーマニア
- ルクセンブルク
- ロシア
- レバノン

## 移住申請する条件
リベルランドへ移住を希望する者は誰でも申請できるが、共産主義やネオナチ等のリベルランドが不適切とする思想・派閥への支持あるいは所属をする者には移住を許可していない。

## 関係するミクロネーション
上の地図で、クロアチアは赤の国境を主張し、セルビアはドナウ川の国境を主張しているため、黄緑色の地域はどこの国も領有権主張をしていない無主地となっている。そのため、リベルランドと同様のミクロネーションが近隣に幾つか存在する。
- エンクラバ王国：地図中のポケット1(pocket1)と書かれている場所に建国。前述のとおりリベルランドは同国を国家承認している[23]。
- ベルディス自由共和国（The Free Republic of Verdis）：地図中のポケット3（pocket3）を領土とする[24][25]。